# برانكو إيلسنر
برانكو إيلسنر (Branko Elsner) (مواليد 23 نوفمبر 1929) هو مدرب كرة قدم.

## وصلات خارجية
- J.League Data Site (باليابانية)